# 奧派因 (卡溫頓縣)
奧派因（英語：Opine）是一個位於美國阿拉巴馬州卡溫頓縣的非建制地區。該地的面積和人口皆未知。

## 地理
奧派因的座標為31°19′40″N 86°17′14″W / 31.32777°N 86.28722°W，而該地最高點為海拔高度103米（即338英尺）。